# Тринідад і Тобаго на літніх Олімпійських іграх 2020
Тринідад і Тобаго на літніх Олімпійських іграх 2020 представляли двадцять три спортсмени у семи видах спорту.

## Спортсмени
| Вид спорту            | Чоловіки | Жінки | Загалом |
| --------------------- | -------- | ----- | ------- |
| Легка атлетика        | 8        | 7     | 15      |
| Бокс                  | 1        | 0     | 1       |
| Велоспорт             | 2        | 1     | 3       |
| Дзюдо                 | 0        | 1     | 1       |
| Академічне веслування | 0        | 1     | 1       |
| Вітрильний спорт      | 1        | 0     | 1       |
| Плавання              | 1        | 1     | 1       |
| Загалом               | 13       | 10    | 23      |